# Саломатино (селище залізничної станції)
Саломатино (рос. Саломатино) — залізнична станція у Камишинському районі Волгоградської області Російської Федерації.
Населення становить 23 особи. Входить до складу муніципального утворення Саломатинське сільське поселення.

## Історія
Населений пункт розташований у межах українського історичного та культурного регіону Жовтий Клин.
Згідно із законом від 5 березня 2005 року № 1022-ОД органом місцевого самоврядування є Саломатинське сільське поселення.

## Населення
| 2010 |
| ---- |
| 23   |